# Florian Ross

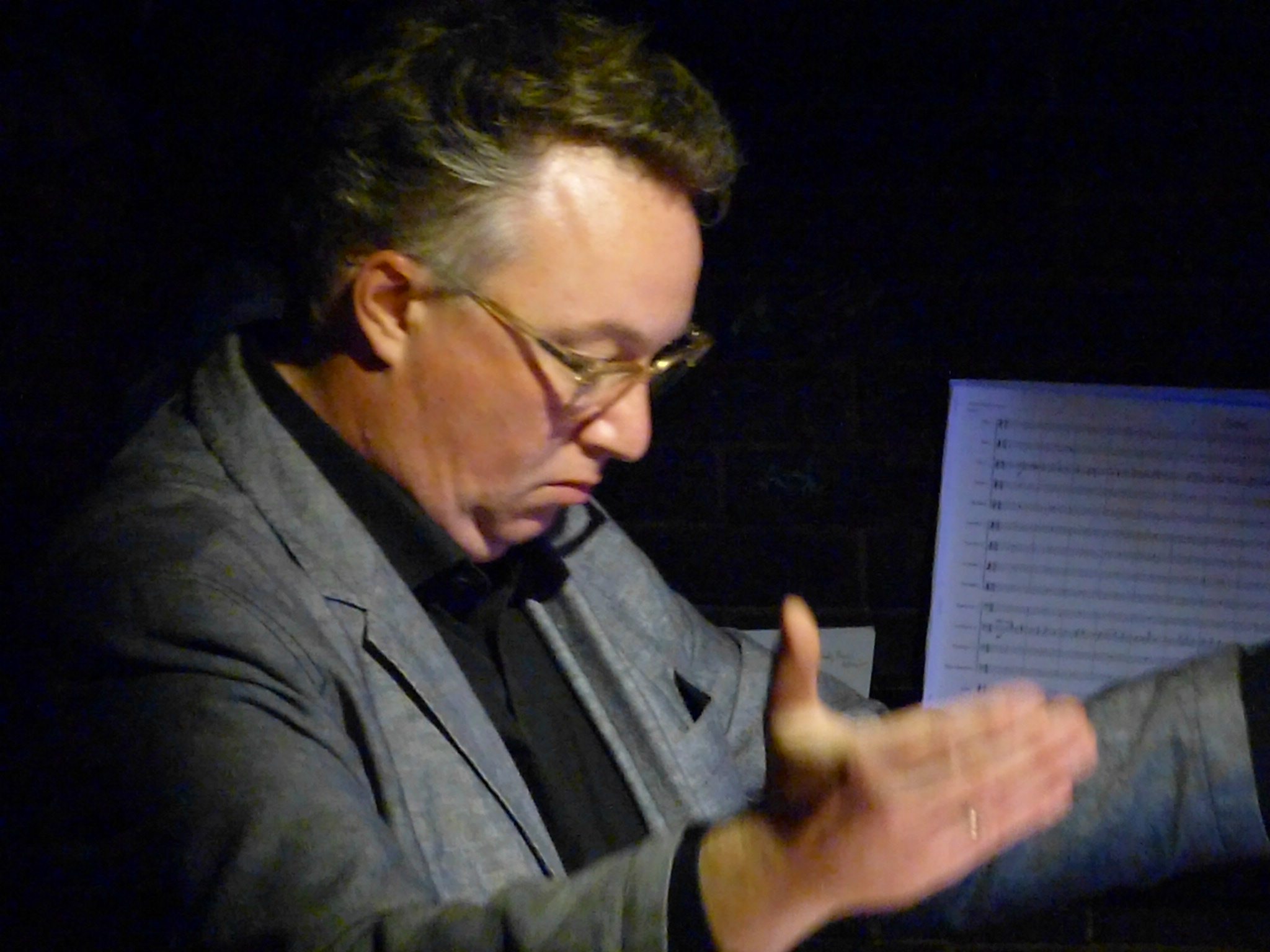
Florian Ross 2018 im Subway

Florian Ross (* 1. August 1972 in Pforzheim) ist ein deutscher Komponist, Jazz-Pianist und -Bandleader.

## Leben und Werk
Florian Ross absolvierte zunächst ein Studium in Jazz-Kompositionslehre und Klavier an der Musikhochschule Köln bei Joachim Ullrich und Bill Dobbins. Postgraduiert ging er 1995 bis 1996 nach London an die Guildhall School of Music and Drama. Bei Lehrern wie Django Bates setzte er sich mit Werken britischer Komponisten des 20. Jahrhunderts auseinander, namentlich Benjamin Britten, Peter Warlock und Edward Elgar. Ein weiteres Jahr schloss Ross in New York City an, wo er bei Don Friedman und Jim McNeely studierte und Mitglied im „BMI Jazz Composer's Workshop“ wurde.
Im Jahr 1998 erschien mit Seasons & Places sein erstes Album unter eigenem Namen. In klassischer Trio-Besetzung bot es „lässig swingenden Modern-Mainstream“ mit Tuchfühlung zu zeitgenössischer komponierter Musik. Durch eine Besetzung von fünf Saxofonisten erweiterte Ross sein Trio zum Oktett Florian Ross 8Ball.  Die ungewöhnliche Konstellation brachte so spannende Musik zuwege, dass Ross als einziger Musiker 2006 und ebenfalls 2008 zur Leistungsschau der zeitgenössischen Jazzer beim Bremer German Jazz Meeting eingeladen wurde.
Mit wachsendem Renommee bekam Ross zugleich vermehrt Aufträge, Arrangements und Kompositionen zu schreiben, zum Beispiel für das Brussels Jazz Orchestra und die NDR Bigband. Das Brüsseler Werk erschien 1999 unter dem Titel „The September Sessions“ beim Verlag „De Werf“. Die „Jazz Week Dublin“ orderte bei Ross ein Orchesterstück, das 2005 mit Joe Lovano und Jim McNeely in der irischen Hauptstadt uraufgeführt wurde. Zu seinen Auftraggebern als Komponist für Orchester und andere große Klangkörper gehörten das Metropole Orkest, Vancouver Jazz Orchestra, „Oktoposse“, „BMI Jazz Orchestra“, Joe Lovano and RTÉ Dublin, das Brussels Jazz Orchestra, das Cologne Contemporary Jazz Orchestra, das Subway Jazz Orchestra und der Deutschlandfunk.
Ross arbeitete bisher unter anderem mit und für Vince Mendoza, Bob Brookmeyer, der Big Band der Bamberger Symphoniker, Peter Bolte, Joachim Schönecker, Tommy Smith, dem Scottish National Jazz Orchestra, George Duke, John Scofield, Ron McClure, Eric Vloeimans, Nils Wogram, John Hollenbeck, Paul Heller, Michael Buckley und Ronan Guilfoyle.
Nebenbei bekam Ross Lehraufträge an den Musikhochschulen von Hannover, Leipzig, Weimar, Dresden, Mainz und Köln. Ebenso wichtig war ihm stets auch die Praxis als freier Dozent bei Workshops. Mit Konzertreisen des Goethe-Instituts kam er als Kulturexport nach China, Indien, Sri Lanka, Südafrika, Bangladesch, Mexiko, Chile, Philippinen, Australien und Neuseeland.
Ross lebt in Köln und ist seit dem Wintersemester 2021 Professor für Jazz Komposition / Arrangement an der dortigen Hochschule für Musik und Tanz.

## Auszeichnungen und Preise
2006 wurde Florian Ross mit dem WDR-Jazzpreis für Komposition ausgezeichnet. Bereits 2000 erhielt er den ersten Preis des „Thad Jones Wettbewerbs“ der „Danish Radio Big Band“. Er war 1999/00 Mitglied im „BMI Jazz Composer's Workshop.“ Für seine Komposition „Streamwalk“ erhielt er 2021 einen Deutschen Jazzpreis.

## Zitate
- „Eines der umwerfendsten musikalischen Erlebnisse für mich war es, die Musik von John Taylor und Kenny Wheeler zu entdecken.“[6]
- „Komposition ist eigentlich nur eine verlangsamte Improvisation, bei der man mehr Zeit hat, um über die nächste Note, die nächste Minute oder die nächste Stunde nachzudenken.“[6]

## Diskografie (Auswahl)

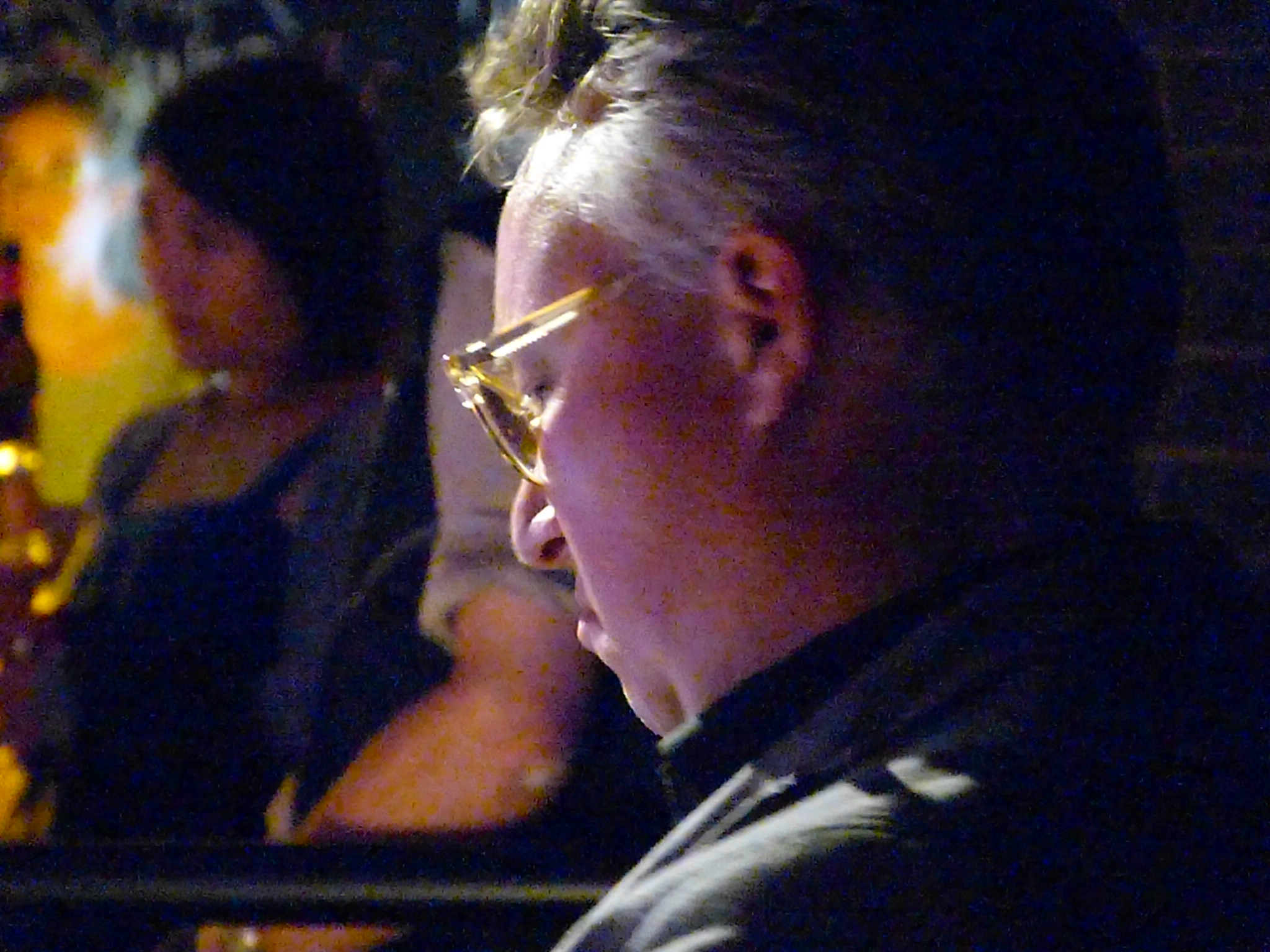
Florian Ross 2018

- Florian Ross Octet Tunes & Explorations (Toy Piano Records 2022)[7]
- Architexture – Music for Jazz Quartet & Wind Ensemble (Naxos, 2020)
- Florian Ross Quartet: Reason & Temptation (Toy Piano Records 2020)
- Florian Ross Quintett: Swallows and Swans (Toy Piano Records 2018)[8]
- Florian Ross Trio: Pigs & Fairies (Toy Piano Records 2017)
- Florian Ross Quintett: Lines & Crosscurrents (Toy Piano Records 2015)
- Florian Ross Big Company: Ties & Lose Ends (Fuhrwerk 2013; Jazz Orchestra/Big Band)
- Front Room Songs CD (Fuhrwerk 2012; Duets for Piano & Hammond Organ)
- Florian Ross Elektrio: Wheels & Wires CD (Fuhrwerk 2011; Hammond Organ Trio)
- Mechanism CD (Pirouet 2010; Piano solo)
- Florian Ross 8Ball: Eight Ball & White Horse (Intuition 2007)
- Florian Ross Trio: Big Fish Small Pond (Intuition 2006)
- Florian Ross Quintet: Home and some other Place (Intuition 2005)
- Florian Ross Brass Project: Liliacs and Laughter (Naxos-Jazz 2000)
- Suite for Soprano Sax und String Orchestra(Naxos-Jazz 1999)
- Florian Ross Quintet: Seasons & Places (Naxos-Jazz 1998)

## Publizierte Kompositionen
- Fünf Kompositionen in: The European Real Book: The Best in Contemporary Jazz from Europe. Sher Music Co, Petaluma 2005[9]
- Die Piraten und der Windmacher Hörspiel für Kinder. NDR Bigband. Text: Bernhard Lassahn; Musik: Florian Ross. Regie: Hans Helge Ott. Jumbo, Hamburg 2004